# パット・ブラッドリー
パット・ブラッドリー（Pat Bradley、1951年3月24日）はマサチューセッツ州ウェストフォード出身のアメリカ合衆国の女子プロゴルファー。1974年からLPGAツアーに参戦し、メジャー6大会を含む通算31勝をあげている。

## アマチュア時代
ブラッドリーは1967年と1969年にニューハンプシャーアマチュア大会、1972年と1973年にニューイングランドアマチュア大会を制した。フロリダ国際大学ゴルフチームのメンバーとして、1970年にオールアメリカンの称号を獲得した。1973年にLPGAツアーの大会、バーディンズ・インビテーショナルにアマチュアとして出場し、12位タイに食い込んだ。

## プロ転向後
ブラッドリーは1974年にプロに転向してLPGAツアーに参戦、初勝利は1976年のガールトーククラシックで、この年は6大会で2位になっている。1978年に急成長を遂げ、3大会で優勝を飾った。ブラッドリーが最も活躍したのは1980年代前半から半ばにかけてである。1983年（4勝）と1986年（5勝）にLPGA年間最多勝利選手となった。メジャー初制覇は1980年のピーター・ジャクソン・クラシック、続いて1981年の全米女子オープンと1985年のデュモーリエ・クラシックに勝利した。
1986年にはLPGAメジャー4大会のうちの3大会、デュモーリエ・クラシック、ナビスコ・ダイナ・ショア大会、全米女子プロゴルフ選手権で優勝した。全米女子オープンでは5位タイに終り、年間グランドスラム達成は果たせなかった。この年は賞金女王のタイトルと年間最少平均スコアのタイトル（ベアトロフィー）も獲得している。1988年、ブラッドリーはバセドウ病と診断された。17試合に出場したものの、決勝ラウンドまで進めたのはわずかに8回のみであった。しかし1989年には復調し1勝をあげ、さらに翌1990年には3勝をあげた。
1991年にはブラッドリーは4勝し、2度目の賞金女王とベアトロフィーを獲得。さらに2度目のLPGAプレーヤー・オブ・ザ・イヤーにも選出され、世界ゴルフ殿堂入りも果たした。1992年7月22日付のニューヨーク・タイムズは、ブラッドリーをLPGAツアーにおけるベストプレーヤーであり、ロングパットとコースマネジメントに最も優れている選手であると評価した。LPGAでの最後の勝利は1995年であった。スポーツ心理学者のボブ・ロッテラは1996年の著書『Golf Is a Game of Confidence』(ISBN 978-0684830407) で、自分の知る限りブラッドリーは最も精神的にタフなスポーツマンであったと書いている。彼女はルイーズ・サグスとミッキー・ライトに次いで「キャリア・グランドスラム」を達成した3人目の女性である。

## LPGAツアーの優勝歴
通算31勝。太字はメジャートーナメント大会。
- 1976年：1勝
- 1977年：1勝
- 1978年：レディ・キーストン・オープンなど3勝
- 1980年：ピーター・ジャクソン・クラシックなど2勝
- 1981年：全米女子オープンなど2勝
- 1983年：マツダジャパンクラシックなど4勝
- 1985年：デュモーリエ・クラシックなど3勝
- 1986年：コルゲート・ダイナ・ショア大会、全米女子プロゴルフ選手権、デュモーリエ・クラシックなど5勝
- 1987年：1勝
- 1989年：1勝
- 1990年：LPGAコーニングクラシックなど3勝
- 1991年：レイルチャリティ・ゴルフクラシックなど4勝
- 1995年：1勝

## LPGAツアー以外の優勝
- 1978年：JCペニー・クラシック (JCPenney Classic - ロン・ヒンクル (Lon Hinkle) と共に)
- 1989年：JCペニー・クラシック (ビル・グラッソン (Bill Glasson) と共に)

## LPGAメジャー大会の成績
| トーナメント                   | 1971 | 1972 | 1973 | 1974 | 1975 | 1976 | 1977 | 1978 | 1979 | 1980 |
| ------------------------------ | ---- | ---- | ---- | ---- | ---- | ---- | ---- | ---- | ---- | ---- |
| ナビスコ・ダイナ・ショア大会 † | ...  | ...  | ...  | ...  | ...  | ...  | ...  | ...  | ...  | ...  |
| 全米女子プロゴルフ選手権       | DNP  | DNP  | DNP  | T22  | T26  | DNP  | T2   | T54  | T10  | T15  |
| 全米女子オープン               | CUT  | DNP  | DNP  | DNP  | T15  | T17  | T4   | T12  | T26  | T16  |
| デュモーリエ・クラシック       | ...  | ...  | ...  | ...  | ...  | ...  | ...  | ...  | T19  | 1    |

| トーナメント                 | 1981 | 1982 | 1983 | 1984 | 1985 | 1986 | 1987 | 1988 | 1989 | 1990 |
| ---------------------------- | ---- | ---- | ---- | ---- | ---- | ---- | ---- | ---- | ---- | ---- |
| ナビスコ・ダイナ・ショア大会 | ...  | ...  | T15  | 2    | 6    | 1    | 3    | T74  | T6   | T9   |
| 全米女子プロゴルフ選手権     | T24  | T12  | T6   | T2   | T3   | 1    | T21  | DNP  | T4   | T9   |
| 全米女子オープン             | 1    | T21  | T8   | T13  | T12  | T5   | CUT  | CUT  | T3   | T9   |
| デュモーリエ・クラシック     | T2   | T38  | T5   | T19  | 1    | 1    | T25  | T39  | T2   | T8   |

| トーナメント                 | 1991 | 1992 | 1993 | 1994 | 1995 | 1996 | 1997 | 1998 | 1999 | 2000 |
| ---------------------------- | ---- | ---- | ---- | ---- | ---- | ---- | ---- | ---- | ---- | ---- |
| ナビスコ・ダイナ・ショア大会 | T3   | T17  | T12  | T19  | T16  | T23  | T35  | T42  | T13  | CUT  |
| 全米女子プロゴルフ選手権     | T2   | T15  | CUT  | T3   | T8   | T51  | T11  | T44  | 65   | T23  |
| 全米女子オープン             | 2    | T29  | T4   | T25  | T3   | T3   | T28  | T46  | DNP  | CUT  |
| デュモーリエ・クラシック     | T23  | DNP  | CUT  | T52  | CUT  | T53  | CUT  | CUT  | T66  | T33  |

| トーナメント               | 2001 | 2002 | 2003 | 2004 | 2005 | 2006 | 2007 |
| -------------------------- | ---- | ---- | ---- | ---- | ---- | ---- | ---- |
| クラフト・ナビスコ選手権 † | DNP  | DNP  | 77   | CUT  | CUT  | DNP  | DNP  |
| 全米女子プロゴルフ選手権   | DNP  | DNP  | DQ   | T56  | CUT  | DNP  | DNP  |
| 全米女子オープン           | DNP  | DNP  | DNP  | DNP  | DNP  | DNP  | DNP  |
| 全英女子オープン ^         | DNP  | DNP  | DNP  | DNP  | DNP  | DNP  | DNP  |

† 現在クラフト・ナビスコ選手権として知られているこのトーナメントは1999年までナビスコ・ダイナ・ショア大会であった。2000年にナビスコ選手権になり、2002年に現在の名称となった。

^全英女子オープンは 2001年からデュモーリエ・クラシックの代わりにLPGAメジャー大会に昇格した。

LA = ローアマチュア（最優秀アマチュア選手）

DNP = 出場せず

CUT = 予選落ち

WD = 棄権

DQ = 予備予選落ち

... = メジャー大会ではなかった

"T" = 複数の選手と順位を分け合った（タイ）

グリーン地は優勝、黄色地はトップ10入りを表している。